# Louise Lawrence
Louise Lawrence (née en 1912 et morte en 1976) est une artiste, écrivaine, professeure et militante pour les droits des personnes transgenres américaine.

## Biographie
Louise Lawrence naît en 1912 et est considérée comme un garçon à sa naissance. Dès un jeune âge, elle porte les vêtements de sa mère et d'autres accessoires féminins. Elle se marie en 1930 et a une fille quatre ans plus tard, à l'âge de vingt-deux ans,. Après la mort de sa première épouse, elle se marie à nouveau. Si sa femme accepte son travestissement dans un premier temps, elles divorcent trois ans plus tard,.
À partir du divorce, Louise Lawrence vit en tant que femme, déménageant à Berkeley puis à San Francisco,.
Guidée par Harry Benjamin, elle réfléchit d'abord à une chirurgie de réattribution sexuelle, dont elle abandonne le projet pour faire une transition hormonale à la place. Elle commente que « la plupart des travestis ont la même envie [d'un changement de sexe] mais à un degré et dans des aspects différents ».
Lawrence est également artiste peintre,.

## Engagement pour les droits des personnes transgenres

### Communautés transgenres
Au cours de sa vie, Lawrence échange par courrier avec un large réseau de personnes transgenres dans la région de la baie de San Francisco, aux États-Unis et dans le monde entier, en passant des petites annonces dans des magazines et en écrivant à des personnes arrêtées pour travestissement. Les membres de son réseau se rencontrent et échangent des informations sur les docteurs et les procédures médicales et chirurgicales de la transition de genre,. Elle héberge des personnes transgenres, dont certaines venues se faire opérer à San Francisco,. Son réseau inclut également des hommes gay travestis et transformistes, des drag queens, et April Ashley.
Elle est membre de la Mattachine Society à San Francisco et proche du mouvement homophile local. En 1964, avec cinq autres leaders de la cause homosexuelle dont José Sarria (en), elle rencontre des dirigeants religieux locaux pour les sensibiliser à la cause des minorités de genre.
En 1942, Virginia Prince se rend à une conférence de Louise Lawrence et les deux femmes se rencontrent. Lawrence présente Virginia Prince à ses collègues dans le domaine de la recherche médicale ; Prince devient plus tard une militante célèbre pour les droits transgenres. En 1952, Lawrence et Prince participent à la publication du bulletin de nouvelles Transvestia, sous-titré « Journal de la société américaine pour l'égalité vestimentaire », dont l'objectif est de combattre la discrimination envers les travestis et d'éduquer les chercheurs au sujet. Bien que la revue gagne en notoriété sous l'égide de Virginia Prince en 1960, le premier numéro est majoritairement financé et distribué par le réseau de Lawrence,.

### Professionnels de la médecine
À partir des années 1940, Louise Lawrence cherche à éduquer le grand public au sujet de la variance de genre. À cet effet, elle sert d'interface entre des chercheurs en médecine et les membres transgenres de son réseau épistolaire. Son objectif est d'accumuler le plus d'informations possible pour que les médecins puissent soigner correctement leur patientèle.
En 1942, elle rencontre le psychiatre Karl Bowman (en), le directeur de la clinique psychiatrique Langley Porter à l'université de Californie à San Francisco. Elle y donne de nombreuses présentations pour les collègues de Bowman. Grâce à Bowman, elle rencontre également Harry Benjamin et lui présente les personnes transgenres de son entourage. D'après ses anciens collègues, Benjamin demande souvent l'avis de Lawrence sur ses idées, tandis que Lawrence écrit qu'elle apprécie Benjamin, « un des rares hommes de médecine de ce pays à avoir une quelconque compréhension de ce problème ». Lawrence lui présente aussi les premiers écrits de David Oliver Cauldwell (en).
Louise Lawrence travaille beaucoup avec Alfred Kinsey. Elle raconte à Harry Benjamin que lors d'une rencontre où elle mentionne le travestissement, il lui répond que le problème est probablement rare. Elle-même est convaincue que de nombreuses personnes n'osent pas l'admettre et que le travestissement est bien plus courant que ne le pense la médecine. Kinsey l'encourage à prouver cette hypothèse. En 1950, elle travaille pour Kinsey, écrivant les biographies de membres de son réseau et reproduisant des manuscrits de fiction trans, se concentrant surtout sur le sous-genre de féminisation forcée (en) qu'est le petticoating (en). En 1954, elle lui fournit une liste de dix-neuf personnes dans la région de la baie de San Francisco et 152 personnes aux États-Unis. Elle y ajoute une colelction d'extraits de journaux, ainsi que des extraits de sa propre correspondance, le journal de la première année de sa transition de genre, des phototographies et des essais autobiographiques. Elle invite également Kinsey à contribuer à Transvestia.
Louise Lawrence critique la réaction du monde médical face à la chirurgie d'affirmation de genre. Après la transition très médiatique de Christine Jorgensen, elle écrit : « Si seulement certains de ces hommes de médecine américains pouvaient […] ne pas constamment s’imaginer que leur propre pénis a été enlevé en même temps que celui de Christine, peut-être pourrions-nous voir des progrès […] dans ce secteur. »

## Postérité
Susan Stryker écrit que le travail de personnes comme Louise Lawrence pour mettre en lien les communautés de personnes transgenres et les institutions au pouvoir ont créé la fondation du mouvement social pour les droits des personnes trans.
Un fonds d'archive de recherche sur la transidentité porte son nom à Vallejo.